# 修羅の伝説
『修羅の伝説』（しゅらのでんせつ）は、1992年の日本映画。主演：小林旭、監督：和泉聖治、製作：東映。

## ストーリー
とある地方都市・砂泊に小さなシマを持つ笠部組の若頭・大滝（小林旭）は、仁義に厚い昔気質の極道。彼は弱小の組を守るために死力を尽くし、妻や子を優しく見守り、異郷のフィリピン娘・友子に暖かい愛をささげていた。そんなある日、正体不明の鉄砲玉（本田博太郎）に笠部組長（三木のり平）が襲われる。そんな状況を陰で見守るマル暴の刑事・桐野（平幹二朗）。大滝と桐野は立場こそ全く違ったが、妙に気の合う友情で結ばれていた。桐野の情報でその襲撃を仕掛けたのが関西系の小田一家だと知る大滝。その裏に潜む政界絡みの巨大な陰謀を突き止めた彼は全面戦争をも辞さないと腹に決める。笠部組と小田一家（室田日出男）の戦争がいよいよ暗雲の兆しを見せ始めたころ、ムショ暮らしを了えた本堂（陣内孝則）が大滝の前に顔を見せた。そして、小田一家相手に暴れ回る本堂。ところがそんな折、笠部組長が東京のホテルで撃たれ死亡。更に警察の謀略により小田一家のヒットマンたちが笠部組事務所を襲撃、仲間たちの殆どが殺されてしまう。復讐の鬼と化した大滝は、たったひとりで小田一家に殴り込みをかけるのだが・・・。

## キャスト
- 笠部組 組長・笠部敏夫：三木のり平
- 笠部菊江（姐さん）：香山美子
- 笠部組 若頭・大滝周二：小林旭
- 笠部組 幹部・相原良三：鹿内孝
- 笠部組 幹部・山岸進：清水健太郎
- 笠部組 幹部・佐野俊之：白竜
- 笠部組 幹部・山中常男：内藤剛志
- 笠部組 組員・三浦繁俊：坂上忍
- 笠部組 組員・竹原洋三：米山善吉
- 周二の妻・大滝三千子：秋野暢子（友情出演）
- 友子：ルビー・モレノ
- 繁俊の妻・三浦光江：万里洋子
- 桜田一家 幹部・本堂大介：陣内孝則
- 大介の妻・本堂幸子：小野さやか
- 鉄砲玉・富沢郁也：本田博太郎
- 砂泊署 刑事・桐野浩司：平幹二朗
- 小田一家 組長・小田孝：室田日出男
- 小田一家 若頭・北本千次：綿引勝彦
- 小田一家 幹部・杉本勝彦：岩尾正隆
- ヒットマン：ジョニー大倉（友情出演）
- 橋本組 組長・橋本猛：内田朝雄
- 猛の妻・橋本春江：奈美悦子
- 橋本組 代行・矢代喜一郎：ビートたけし（特別出演）
- 中島社長の愛人・中川真由美：藤本聖名子
- 砂泊建設総業・副社長・中島浩一郎：西岡徳馬
- 小田百合子：賀田裕子
- 民政党 副幹事長（前建設大臣）・稲本総一：金田龍之介
- 稲本 第一秘書・山口昇：堀田真三
- 毎朝ジャーナル 記者・芝山俊司：夏八木勲

## スタッフ
- 企画：岡田裕介
- 製作：俊藤浩滋
- プロデューサー：坂上順、河瀬光
- 脚本：黒田義之
- 脚色・構成：斯波道男
- 原作：勝目梓『掟の伝説』（徳間書店刊）
- 音楽：ニック・ウッド
- 音楽プロデューサー：石川光
- 主題歌：「雪散華」
  - 作詞・作曲：西村賢三
  - 編曲：宮崎慎二
  - 唄：小林旭
- 撮影：佐々木原保志
- 美術：小澤秀高
- 照明：山口利雄
- 録音：柿沼紀彦
- 編集：福田憲二
- 助監督：原田昌樹
- 製作担当：竹山昌利
- 記録：山下千鶴
- 撮影助手：佐藤和人、柳田裕男、寺田緑郎
- 美術助手：福澤勝広、奥濃新
- 刺青：霞涼二
- ガンエフェクト：BIG SHOT（納富貴久男、唐沢裕一、今関謙一）
- 擬斗：二家本辰巳
- 特殊造型：原口智生
- 操演：國米修市
- 製作進行：菊池淳夫、木次谷良助
- 進行主任：山中富雄
- スチール：加藤光男
- 監督：和泉聖治
- 企画協力：藤映像コーポレーション
- 製作：東映

## 製作
プロデューサーの俊藤浩滋が、勝目梓原作の『掟の伝説』を元に自腹でVシネマにしようと脚本を作ったら、社長の岡田茂が読んで「面白い、一般映画で撮ってくれ」と指示し製作された。また数年間、大作映画が作られていなかった東映東京撮影所での撮影も合わせて頼まれた。俊藤が『南へ走れ、海の道を!』（1986年）を観て、監督に和泉聖治を起用。主演には『制覇』（1982年）以来、10年ぶりの映画出演となる小林旭がキャスティングされた。本社営業部は「小林ではお客がこない」と難色を示した。小林は岡田と俊藤に東映本社社長室に呼ばれ、「ヤクザ映画をやりたいんだけど、何かいいタイトルないか?」と聞かれ、「『修羅の伝説』なんてどうですか?」と小林が答えたら、岡田が「ああ、いいねえ！」と言い、俊藤も「ええなあ！」と同調し、タイトルが決まった、と話している。
『キネマ旬報』1993年2月下旬号は、本作の興行成績を惨敗と特記しているが、岡田から「旭は財産やから、来年の企画を何か考えろ」と指示があり、翌1993年『民暴の帝王』が製作された。

## ソフト状況
東映ビデオより1992年8月14日、ビデオ発売。110分、価格16480円。LD、1992年8月25日発売。価格4800円。